# La italiana en Argel
La italiana en Argel (título original en italiano, L'italiana in Algeri) es una ópera en dos actos con música de Gioachino Rossini y libreto en italiano de Angelo Anelli, basado en un texto anterior musicado por Luigi Mosca. La música es característica del estilo de Rossini, notable por su fusión de energía sostenida con melodías elegantes y prístinas. 
Narra la historia de Isabella, una italiana que se fue a Argelia para conseguir la libertad de su amado, Lindoro, esclavo de un hombre muy poderoso del país, Mustafá. La heroína intentó también ayudar en la relación matrimonial entre Mustafá y su mujer, Elvira.

## Historia

### Composición
Cuando Gioachino Rossini estrenó su farsa cómica en un acto La cambiale di matrimonio (Venecia, Teatro San Mosè, 3 de noviembre de 1810), era muy joven y conoció una buena recepción por parte del público. La serie de doce representaciones celebraba el debut de un joven compositor que, en sus inicios, manifestaba los rasgos de un genio que no tardaría en afirmarse. La inefable intuición teatral, el sabio tratamiento de las voces (las crónicas recuerdan que desde su infancia Rossini fue un magnífico cantante), la ágil dinámica dramático-musical y ciertos hábitos que delinearon su personalidad como compositor, ya estaban presentes. A este éxito siguieron los estrenos de L'equivoco stravagante (Bolonia, Teatro del Corso, 29 de octubre de 1811), L'inganno felice (Venecia, San Mosè, 8 de enero de 1812), Ciro in Babilonia (Ferrara, Teatro Municipal, 14 de marzo de 1812; primera incursión en la ópera seria que no tuvo mucho éxito), La scala di seta (Venecia, San Mosè, 9 de mayo de 1812), Demetrio e Polibio (Roma, 1812, la partitura, compuesta antes de La cambiale, data de 1808) y, como coronación de un período tan prolífico, La pietra del paragone (Milán, Teatro de La Scala, 26 de noviembre de 1812). La fama se extendía rápidamente y Venecia, ciudad providencial para esta joven y brillante carrera, esperaba más obras de su estimado Rossini. En 1813 llegaron L'occasione fa il ladro, Il signor Bruschino (ambas para el San Mosè, mes de enero) y Tancredi (La Fenice, 6 de febrero; nueva incursión en la ópera seria, esta vez recompensada con el éxito). Rossini escribió La italiana en Argel cuando tenía 21 años de edad, y unos meses después de haber estrenado Tancredi. 
L'italiana in Algeri tuvo su antecedente inmediato en una ópera homónima de Luigi Mosca, estrenada en la Scala de Milán el 16 de agosto de 1808. En el estreno de esta creación, olvidada y que tuvo un éxito fugaz de público, siguieron 35 representaciones y el libreto se debió a un conocido autor de comedias llamado Angelo Anelli. Aún en esta época había la costumbre, tan extendida en el siglo XVIII, que un libreto fuese empleado por más de un compositor, así que no ha de sorprender que Mosca y Rossini hayan musicado el mismo texto.
Heredera de la tradición bufa napolitana, la ópera cómica italiana conoció un momento culminante con Giovanni Paisiello (1740-1816) y Domenico Cimarosa (1749-1801). Con la presteza que caracterizaba a los compositores de principios del siglo XIX y con sus modificaciones en el libreto original, la ópera la compuso en 18 o en 27 días, dependiendo de la fuente a la que se crea (Rossini, no sorprendentemente, dijo que 18).  Rossini confió la composición de los recitativos así como del aria "Le femmine d'Italia" a un colaborador anónimo. La ópera destaca por la mezcla que Rossini hace del estilo de la ópera seria en una ópera bufa. 

### Representaciones
Se estrenó con éxito en el Teatro San Benedetto de Venecia, el 22 de mayo de 1813, el mismo día que Wagner nació en la ciudad sajona de Leipzig. El éxito de La italiana en Argel fue imparable y Stendhal, rossiniano, recordaba que "nunca una ciudad (Venecia) había gozado tanto de un espectáculo tan afín a su carácter". Para el compositor, gestar la nueva ópera fue en cierta manera un entretenimiento. Los reiterados bises y estrepitosas ovaciones con que fue recibida lo desconcertaron y lo hicieron reflexionar: "Ahora estoy tranquilo. Los venecianos están más locos que yo". El reparto del estreno estuvo encabezada por la cantante florentina Marietta Marcolini (Isabella), gran colaboradora e inspiradora del maestro desde la época de L'equivoco stravagante, y principal modelo del que con los años se conocería como "contralto rossiniana". El tenor Serafino Gentili (Lindoro) y los bajos Filippo Galli (Mustafà) y Paolo Rosich (Taddeo) completaron los otros papeles principales.
Desde aquella primera serie de representaciones venecianas, la comedia recorrió las otras ciudades de la península. Rossini hizo cambios progresivos en la obra para posteriores representaciones en Vicenza, Milán y Nápoles, durante los siguientes dos años. Llegó a Roma en 1815, donde la rebautizó como Il naufragio felice. A España llegó el 29 de agosto de 1815, al Teatro de la Santa Cruz de Barcelona. La ópera se representó por vez primera en Londres en His Majesty's Theatre el 28 de enero de 1819. El 5 de noviembre de 1832 se estrenó en Nueva York. En pocos años fue recibida en Múnich, Madrid, París, Viena, Praga, México, Berlín, Buenos Aires, San Petersburgo, Santiago de Chile y Río de Janeiro, entre otras ciudades. 
Pero después de haber conocido tantos éxitos, comenzó a ser desplazada por la más popular de las creaciones del mismo compositor: El barbero de Sevilla (Roma, Teatre Argentina, 20 de febrero de 1816), y por otras óperas de diversos autores que pasaron a convertirse en favoritas del repertorio.
Esta ópera fue olvidada conforme avanzaba el siglo XIX. Sólo hubo algunas exhumaciones importantes en el Metropolitan Opera de Nueva York el 5 de diciembre de 1919, con Gabriella Besanzoni (Isabella), Adam Didur (Mustafá), Charles Hackett (Lindoro) y Giuseppe De Luca (Taddeo), dirigidos por Gennaro Papi. A partir de este momento, la ópera pasó a considerarse entre los títulos más representativos de Rossini. Destacadas representaciones de la ópera tuvieron lugar en Turín (1925), Roma (1927) y Londres (1935).
Se repuso frecuentemente después de la Segunda Guerra Mundial con muchas producciones exitosas. Se representa regularmente en el siglo XXI con 48 producciones en 43 ciudades desde enero de 2009. En las estadísticas de Operabase aparece la n.º 55 de las cien óperas más representadas en el período 2005-2010, siendo la 25.ª en Italia y la tercera de Rossini, con 82 representaciones. Una destacada producción fue la de la Ópera de Santa Fe en 2002 con Stephanie Blythe como Isabella.

## Personajes
| Personaje                                                                              | Tesitura     | Elenco del estreno, 22 de mayo de 1813 (Director: - ) |
| -------------------------------------------------------------------------------------- | ------------ | ----------------------------------------------------- |
| Isabella, la italiana                                                                  | contralto    | Marietta Marcolini                                    |
| Lindoro, enamorado de Isabella                                                         | tenor        | Serafino Gentili                                      |
| Taddeo, un italiano anciano                                                            | bajo         | Paolo Rosich                                          |
| Mustafà, el Bey de Argel                                                               | bajo         | Filippo Galli                                         |
| Elvira, su esposa                                                                      | soprano      | Luttgard Annibaldi                                    |
| Zulma, su confidente                                                                   | mezzosoprano | Annunziata Berni Chelli                               |
| Haly, el capitán de la guardia del Bey                                                 | bajo         | Giuseppe Spirito                                      |
| Mujeres del harén (papel mudo); eunucos, piratas, esclavos, marineros - Coro masculino |              |                                                       |

## Argumento

### Acto I
Escena I.

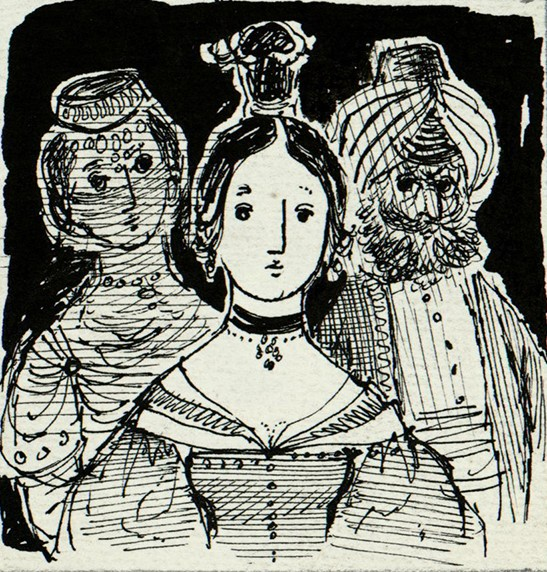

Pequeño salón del palacio del bey de Argel. Elvira (soprano), acompañada de su esclava Zulma (mezzosoprano) y rodeada de eunucos, se queja de que su esposo, el rey turco Mustafà (bajo) no la ama y de la pobre suerte de las mujeres en tierras de infieles. Aparece Mustafá, quien se niega a aceptar sus razones, y se exaspera ante su insistencia. A solas con Haly (bajo), capitán de los corsarios, Mustafà revela su plan de casar a Elvira con Lindoro, su esclavo italiano. El bey le ordena que le traiga a su presencia a Lindoro. El bey está aburrido de su sumiso harén y desea un nuevo desafío a su virilidad: Haly que tiene seis días para conseguirle una esposa italiana. En caso contrario, su destino no será muy bueno. Tras irse todos aparece Lindoro (tenor) y se queja de la lejanía y del tiempo que lleva separado de su enamorada Isabella, su verdadero amor - Languir per un bella. Entra Mustafá y le pregunta a su esclavo si le gustaría casarse. "Tendría que reunir muchas cualidades", le responde. Una tras otra, el bey las va enumerando mientras el pobre muchacho se encuentra cada vez más entre la espada y la pared. 
Escena II.
Una playa en Argel, a lo lejos se ven los restos de un naufragio. Entre sus pasajeros se encuentran Isabella (contralto), en busca de Lindoro, y Taddeo (bajo), su compañero de viaje y amante en potencia. Isabella, víctima del desastre y rodeada por los piratas argelinos que se apoderan del botín del barco hundido, se lamenta de su suerte en una triste cavatina Cruda sorte! Amor tiranno!, sin embargo pronto se da cuenta de que resulta mucho más importante en este momento saber cómo salir con bien de la situación en que se encuentra, que seguir echando de menos a su amado y extraviado Lindoro. Los piratas descubren que la acompaña un viejo, Taddeo. Isabella afirma ser su sobrina, lo que no es cierto, y que ambos proceden de Italia. Haly y sus hombres los toman presos. Haly queda encantado al saber que ella es italiana, y la promete ser la favorita del harén. Cuando Taddeo e Isabella se quedan solos discuten. El viejo le echa en cara el haberse aprovechado de su amor para ir en busca de Lindoro y añade que ya está harto de esta situación; Isabella está irritada por los celos que Taddeo siente por Lindoro. Pero ambos deciden separarse, pero al instante se dan cuenta de que sacarán mejor partido de todo estando juntos y haciéndose pasar por tío y sobrina, que no cada uno por su lado. Entran Mustafá y Lindoro. Aquel le cuenta al joven que un buque está a punto de partir para Italia. Si acepta casarse con su esposa, le dejaría cogerlo. Aparece Elvira, quien no quiere abandonar a su esposo, pues todavía lo ama. En este preciso instante, vuelve Haly y le comunica al bey que ya ha encontrado a la italiana de sus sueños. Mustafá está lleno de gozo, así podrá amar a una mujer tan fogosa. 
Escena III.
De vuelta al gran salón del palacio del bey, Lindoro y Elvira no desean casarse, pero Mustafà ofrece a Lindoro pasaje en un barco de vuelta a Italia - si se lleva a Elvira. Lindoro se muestra conforme, admitiendo una vaga posibilidad de casarse con ella en Italia. Entra Haly con noticias de la llegada de la belleza italiana. Mustafá, encantado y rodeado de su corte de eunucos, se prepara para recibir a Isabella - Già d'insolito ardore nel petto agitare. 
Cuando Isabella entra, no puede reprimir una sonrisa ante la cara del bey, aunque decide aprovecharse al máximo de la situación, mientras Mustafá se siente verdaderamente enamorado de su belleza. Entra Taddeo y sigue fingiendo que es el tío de la muchacha. Mustafá lo manda a la horca, pero cuando Isabella le dice que es sobrina de él, le perdona la vida, mientras Haly se burla del miedo del anciano. Aparecen Elvira, Lindoro y Zulma con el propósito de despedirse del bey. Isabella y Lindoro se reconocen, aunque lo disimulan. Reina la confusión general. Isabella se entera de que Elvira se ve obligada a casarse y marcharse con Lindoro. Entonces exige que la mujer se quede y que el joven sea su criado particular. Luego añade que promete enseñarle buenas maneras al bey. Mustafá no sabe cómo complacerla mientras la italiana asegura que terminará siendo su esclavo.

### Acto II
Escena I.
En el palacio. Elvira y Zulma (que han permanecido en Argel después de todo) señalan la habilidad de Isabella con los hombres. Mustafà revela su estrategia. Lindoro está ahora instalado como servidor de Isabella y su espía, inducirán también a Taddeo a ayudar. Elvira y Zulma deben decirle a Isabella que él va a tomar café con ella. Haly y el coro de eunucos comentan el cambio de carácter de Mustafá, cuando entra este y ordena a las mujeres que vayan a decirle a Isabella que dentro de media hora quiere tomar café con ella. 
Salen todos y aparecen Isabella y Lindoro. La muchacha le reprocha el querer casarse con Elvira. Cuando el joven le explica que no tiene ninguna intención de casarse con Elvira, ambos deciden planear la huida de Argel. Al quedarse solo, Lindoro canta su alegría por haber encontrado a su amada - Ah come il cor di giubilo. Mustafá aparece seguido muy de cerca por un renuente Taddeo, aclamado por los turcos como el señor kaimakan; el que se queja de que Haly insista una y otra vez en cortarle la cabeza. El bey le dice que se equivoca, ya que aquel lo buscaba por orden suya para nombrarle su gran kaimakán, título que equivale a lugarteniente. Taddeo, mientras le visten con las galas de tan alto puesto piensa que si se niega a aceptarlo lo más seguro es que termine en la horca. Por ello, decide asumir tan ilustre papel. 
Escena II.
Isabella en sus habitaciones se acicala es estilo turco. Zulma y Elvira entregan el mensaje de Mustafà: va a venir a tomar el café. Isabella ordena que preparen café para tres, ya que Elvira estará presente, aunque no le guste al bey. Elvira debe esperar en una habitación lateral. Luego le enseña a ésta cómo debe manejar a los hombres. Mientras se acerca Mustafà, Isabella canta una romántica cavatina - Per lui che adoro. Lo recibirá. Mustafá, que acaba de llegar, se une a Lindoro y Taddeo en el elogio de Isabella. Luego, en un aparte, le dice al fingido tío que quiere quedarse a solas con la muchacha; para ello, estornudará en un momento determinado y entonces el tío tendrá que irse. Cuando Isabella se acerca, Mustafá le cuenta el nombramiento de Taddeo como prueba del amor que siente por ella, cosa que la muchacha acepta graciosamente. Lindoro hace la alabanza de su forma de vestir, Mustafá comienza a estornudar; Taddeo se hace el sordo, mientras Isabella y Lindoro se burlan de los dos tontos. En el momento de servir el café, Isabella le dice a Elvira que su esposo la invita a compartir con ellos la bebida, lo que hace que Mustafá rabie de furia. 
Escena III.
En otro lugar del palacio, Haly canta alabando a las mujeres italianas, hábiles para engatusar a los hombres - Le femmine d'Italia. Tras marcharse, aparecen Taddeo y Lindoro. Aquel, ya enterado del plan de fuga, pero sin saber aún la verdadera identidad del otro hombre, le confiesa al joven que no es el tío sino el amante de Isabella, lo que hace sonreír a Lindoro. Se aproxima Mustafá muy enfadado con Isabella por la escena del café. Lindoro, para calmarlo, le cuenta que todo es parte de las pruebas que la muchacha quiere que pase para poder pertenecer a la orden italiana de los pappataci ("come-y-calla", literalmente un "comedor callado", un hombre incapaz de resistirse al sexo opuesto). Mustafá, halagado, aunque sin entender nada de lo que pasa, pregunta qué es tal cosa. Lindoro y Taddeo se lo explican en un jocoso número. De esa orden son miembros todos los hombres casados de su patria y que es un gran honor, pues los pappataci disfrutan una vida idílica dedicada a comer, beber y dormir. 
Zulma y Haly especulan sobre las verdaderas intenciones de Isabella y la cantidad de alcohol ordenada para la ceremonia.
Escena IV.
Taddeo y Lindoro comentan los preparativos de Isabella para la fuga: la mujer se llevará consigo a todos los esclavos italianos del bey, los que, además, tomarán parte en la ceremonia de admisión de Mustafá en la orden de los Pappataci. En su apartamento, Isabella se dirige a los esclavos italianos que serán pappataci en la ceremonia. Los guiará a la libertad, Pensa all patria. Lindoro anuncia la llegada de la cofradía. La ceremonia empieza, Mustafà está encantado con su nuevo honor y se cambia a un ropaje adecuado. Isabella explica sus obligaciones. Debe prestar juramento de comer, beber y mantenerse en silencio, repitiendo las palabras de Taddeo. Taddeo se ocupa de enseñarle el ritual, mientras Isabella le somete a la prueba de verla hacer carantoñas a Lindoro. 
Aunque la primera vez fracasa, Mustafá pronto comprende que su deber es comer y callar, cosa que hace acompañado de Taddeo. Se acerca el barco que habrá de llevar a Italia a todo el grupo de esclavos. Isabella y Lindoro escapan. Taddeo finalmente se da cuenta de quien es Lindoro, trata de llamar la atención de Mustafá, quien, obedientemente, sigue comiendo y callando. Taddeo decide irse, de todas maneras. Elvira, Zulma y Haly encuentran al bey todavía actuando como un loco pappataci. Cuando todos le cuentan la huida y se da cuenta de lo ocurrido, ya es demasiado tarde. Mustafà llama a sus tropas pero están todos borrachos. Prefiere entonces quedarse con su esposa Elvira que con todas las italianas del mundo. Los italianos se despiden y Mustafà ruega el perdón de Elvira. Ya no pedirá más muchachas italianas. La ópera acaba con todo el mundo contento y feliz, menos Taddeo, que no sabe si quedarse o marcharse con sus compatriotas.

## Análisis musical
Se dice que esta es la primera ópera cómica madura de Rossini. Está cargada de árias difíciles y hermosas, y efectismo, por ejemplo el final de primer acto. Luego vendrá su obra maestra, El barbero de Sevilla.
Es un mostrario de genio y vitalidad que para los estudiosos del músico representó una práctica inusual, capaz de sacar al género del estado de estancamiento que atravesaba. Gracias a su dominio de la orquestación, que evidencia un profundo conocimiento de Mozart y Haydn, Rossini crea una variedad de timbres, matices y ritmos que juegan un papel importante en el desarrollo de la intriga. La orquesta no cumple sólo con la función de acompañar a los cantantes: crea expectativa, provoca la risa, complementa las palabras que transmiten los enamorados, o llega al extremo las situaciones más absurdas. Largos pasajes con variaciones en su dinámica, que desarrollan una tensión envolvente, capaz de transportar la acción hacia sus propios límites, forman el típico ingrediente del estilo rossiniano: el crescendo.
La obertura es ampliamente grabada e interpretada actualmente, conocida por su distintivo inicio de bajos pizzicato tranquilos y lentos, que lleva a un repentino estallido de sonido de toda la orquesta. Esta "sorpresa" refleja la temprana admiración de Rossini por Joseph Haydn, cuya Sinfonía n.º 94 en Sol mayor, "La sinfonía sorpresa", llamada así por el mismo efecto chocante, semi-cómico. Los cantantes han de ser muy hábiles y volubles. Destacan el dúo de Mustafá y Lindoro, Se inclinassi a prender moglie y la ascensión de las notas que canta Elvira, en la introducción y al final del primer acto. La obra contiene igualmente bonitas arias como la de Isabella, Cruda sorte! Amor tiranno!, y la de Lindoro, Languir per una bella. 
La italiana en Argel vuelve a aquel subgénero tan querido en el siglo XVIII, que evidencia una marcada predilección por el exotismo, en este caso la llamada "ópera turca": el temido invasor otomano, siempre al acecho del territorio europeo, era ridiculizado en estas comedias que lo convertían en objeto de burla.
Rossini quiso reeditar el éxito con El turco en Italia (1814), pero el resultado no fue el mismo. Su copiosa y relativamente breve carrera como operista culminó con Guillermo Tell (París, Ópera, 1829), drama heroico que señalaba nuevos horizontes. Pero Rossini se retiró de la vida teatral.

## Grabaciones
| Año  | Elenco (Isabella, Lindoro, Mustafa, Taddeo)                                                 | Director, Teatro de ópera y orquesta | Sello discográfico                                                                      |
| ---- | ------------------------------------------------------------------------------------------- | --- | --------------------------------------------------------------------------------------- |
| 1954 | Giulietta Simionato, Cesare Valletti, Mario Petri, Marcello Cortis                          | Carlo Maria Giulini Coro y orquesta del Teatro de La Scala | Audio CD: EMI Cat: CHS 7 64041-2                                                        |
| 1963 | Teresa Berganza, Luigi Alva, Fernando Corena, Rolando Panerai                               | Silvio Varviso, Maggio Musicale Fiorentino | Audio CD: Decca Cat: 475 8285                                                           |
| 1978 | Lucia Valentini Terrani, Ugo Benelli, Sesto Bruscantini, Enzo Dara                          | Gary Bertini, Dresden Staatskapelle | Audio CD: Arts Music Cat: 43048-2                                                       |
| 1979 | Lucia Valentini Terrani, Francisco Araiza, Wladimiro Ganzarolli, Enzo Dara                  | Gabriele Ferro, Cappella Coloniensis | Audio CD: CBS Cat: M3T 39048                                                            |
| 1980 | Marilyn Horne, Ernesto Palacio, Samuel Ramey, Domenico Trimarchi                            | Claudio Scimone, I Solisti Veneti | Audio CD: Erato Cat: 2292-45404-2                                                       |
| 1987 | Agnes Baltsa, Frank Lopardo, Ruggero Raimondi, Enzo Dara                                    | Claudio Abbado, Filarmónica de Viena | Audio CD: Deutsche Grammophon Cat: 427 331-2                                            |
| 1998 | Jennifer Larmore, Raúl Giménez, John Del Carlo Alessandro Corbelli                          | Jesús López-Cobos, Orquesta de Cámara de Lausana | Audio CD: Erato Cat: 0630 17130-2                                                       |
| 2006 | Marianna Pizzolato, Marco Vinco, Maxim Mironov Bruno De Simone                              | Donato Renzetti, Orquesta del Teatro Comunal de Bolonia | Video DVD: Dynamic Cat: 33526                                                           |
| 2008 | Marianna Pizzolato, Lorenzo Regazzo, Lawrence Brownlee Bruno De Simone Giulio Mastrototaro, | Alberto Zedda, Orquesta Virtuosi Brunensis y el Coro Filarmónico de Transilvania Cluj (Grabación de una interpretación en el Festival de Wildbad, 5 de julio) | AudIo CD: Celestial Audio CA 797; Premiere Opera Ltd. CDNO 3175-3; DVD:?? Naxos Cat: ?? |